# Pedro Contreras
Pedro Contreras González (Madrid, 7 de enero de 1972) es un exfutbolista y entrenador de porteros español. Ocupó la posición de portero, llegando a ser internacional con la selección nacional. Disputó 246 partidos en La Liga, a lo largo de 13 temporadas, en las que jugó con Real Madrid, Rayo Vallecano, Málaga, Real Betis y Cádiz. 

## Trayectoria

### Como jugador
Formado en las categorías inferiores del Real Madrid, debutó con el Rayo Vallecano al que llegó en calidad de cedido el 1 de septiembre de 1996 ante el Real Valladolid. Con el Rayo Vallecano es titular indiscutible durante toda la temporada, al final de la cual regresa al Real Madrid. En el club blanco no cuenta con la confianza de los entrenadores y pasa dos temporadas sin apenas jugar.
En la temporada 1999-2000 ficha por el Málaga donde se hace con un puesto en el once inicial. En la temporada 2002-2003 consigue llegar hasta los cuartos de final de la Copa de la UEFA entrando en la historia del Málaga C.F. como uno de los mejores jugadores en vestir la camiseta blanquiazul. Esa misma temporada debuta con la selección española de fútbol el 16 de octubre de 2002 en el partido España 0 - 0 Paraguay. Un año más tarde, en junio de 2003 es fichado y presentado como nuevo jugador del Real Betis. Consigue participar en un número considerable de partidos y hacerle competencia a Toni Prats y Toni Doblas por la titularidad. Una campaña más tarde se proclama campeón de la Copa de S.M. el Rey junto a una de las mejores plantillas de la historia del club sevillano. El rendimiento y la gran competencia por la portería dejan a Contreras en un segundo plano y en las siguientes temporadas es el segundo e incluso tercer portero del Real Betis.
En la temporada 2007-2008 es cedido al Cádiz CF para ayudar al equipo a recuperar la primera división española.
A pesar de tener ofertas para continuar su carrera en clubes de Primera (Getafe) y Segunda (Levante y Rayo Vallecano), decide colgar los guantes para coger el cargo de entrenador de porteros en el Málaga.

### Selección nacional
Jugó por la Selección española en una ocasión. Fue elegido por José Antonio Camacho para disputar el Mundial Corea-Japón 2002 con la selección española y suplir la baja de Santiago Cañizares, aunque finalmente no jugara prácticamente nada, al estar siempre por detrás de Iker Casillas.

### Como entrenador de porteros
En la temporada 2019-20, firma como entrenador de porteros del Málaga CF de la Segunda División de España.
El 13 de junio de 2023, es presentado como entrenador de porteros del FC Cartagena de la Segunda División de España, volviendo a trabajar con Víctor Sánchez del Amo. El 23 de diciembre de 2023, tras la destitución de Víctor Sánchez del Amo, abandona el FC Cartagena.

## Clubes

### Como jugador
| Club                          | País   | Año       | Partidos | Goles |
| ----------------------------- | ------ | --------- | -------- | ----- |
| Real Madrid B                 | España | 1992-1996 | 44       | 47    |
| Real Madrid                   | España | 1994-1996 | 0        | 0     |
| Rayo Vallecano                | España | 1996-1997 | 43       | 62    |
| Real Madrid                   | España | 1997-1999 | 7        | 9     |
| Málaga Club de Fútbol         | España | 1999-2003 | 166      | 206   |
| Real Betis Balompié           | España | 2003-2007 | 70       | 78    |
| Cádiz Club de Fútbol (cedido) | España | 2007-2008 | 36       | 37    |

### Como entrenador de porteros
| Club         | País   | Año       |
| ------------ | ------ | --------- |
| Málaga CF    | España | 2019-2020 |
| FC Cartagena | España | 2023      |

## Palmarés
- 1 Copa Intercontinental - Temporada 1998.
- 1 Copa de Europa - Temporada 1997 - 1998.
- 1 Primera División de fútbol - Temporada 1994 - 1995.
- 1 Supercopa de España - Temporada 1997.
- 1 Copa Intertoto - Temporada 2002
- 1 Copa del Rey - Temporada 2005.